# オットー・フェルディナンド・フォン・トラウン
オットー・フェルディナンド・フォン・トラウン（Otto Ferdinand Graf von Abensperg und Traun, 1677年8月27日 - 1748年2月18日）は、オーストリアの貴族、軍人。階位は伯爵、元帥。金羊毛騎士。姓はツォラオンの表記も。

## 概要
ハンガリー王国ショプロンの出身。長じてハレ大学で学んだトラウンは、1693年からブランデンブルク選帝侯軍に入って大同盟戦争に参加、ナミュール攻略など南ネーデルラントでの戦いに従軍した。その後オーストリア軍に転じスペイン継承戦争に参加、イタリア、ライン川方面を経て、1709年にはグイード・フォン・シュターレンベルクの副官としてスペインにおける戦いに従軍、戦争末期にはまたイタリアに戻った。さらに四カ国同盟戦争でシチリアの戦いに参加、フランカヴィッラの戦いでは重傷を負った。戦争後はメッシーナ総督を務めた。
1733年からのポーランド継承戦争でオーストリアは、先の戦争で手に入れたナポリ、シチリアを失ったが、トラウンはこの戦争において発揮した巧みな指揮で評価された。一度ハンガリーに派遣されたが、ポーランド継承戦争の終了後ミラノ総督を任された。
1740年、カール6世が死んで、娘のマリア・テレジアが即位したことからオーストリア継承戦争が始まると、トラウンは厳しい状況でオーストリア領のイタリア諸領域を守らねばならなかった。本国自体が危うかったためにウィーンからまともに支援を得られなかったが、幸いにも、一度フランス、スペイン側についていたサルデーニャ王国がオーストリア側に鞍替えし、イギリス海軍の協力によりスペイン軍の行動がしばしば牽制されたため、持ちこたえることができた。カンポサントの戦いではスペインに敗れはしたものの、自軍よりも大きな損害を相手に与えて結局後退させることに成功した。このころには北の戦況が好転しており、本国から増援を得ることができた。
その後イタリアから引き抜かれたトラウンは、急死したルートヴィヒ・アンドレーアス・フォン・ケーフェンヒュラーの後を受けてカール・アレクサンダー・フォン・ロートリンゲンの後見役となり、前年から引き続きフランスに対し攻勢に出てロレーヌ公国の奪回を目指した。
ところが、これを見たフリードリヒ2世（大王）がベーメンに侵攻したため、計画は急遽中止となり、トラウンは取って返してプロイセンの撃退を命じられた。トラウンはこの戦いで非常に優れた用兵者としての能力を発揮した。
フランス軍の追撃を受けなかったこともあって迅速にベーメンに到着したトラウンは、強力なプロイセン軍に対しては敢えて決戦を求めることなく、これを避け、焦土戦術をとってプロイセン軍に食糧を与えないようにしつつ、その後方連絡線を襲って補給を断った上、主としてハンガリーおよび軍政国境地帯の兵からなる小規模部隊によるゲリラ的奇襲を随時行ってプロイセン軍の消耗を強いた。これらの結果、プロイセン軍は士気が崩壊、一万をはるかに超える脱走者を出して退却せざるを得なくなった。トラウンはやはり決戦を避けつつ追撃を行って戦果を拡大した。後に大王をして、「私はこのときトラウンに戦術のなんたるかを学んだ」と言わしめたほどであった。
この後トラウンはライン方面に送られ、来るべきフランツ・シュテファンの戴冠のためにフランクフルトを制圧、警備した。そして1748年2月18日、ヘルマンシュタット（現在のルーマニア、シビウ）で没した。